# Бахарєв Костянтин Михайлович
Бахарєв Костянтин Михайлович  (нар. 20 жовтня 1972, Сімферополь, Кримська область, Українська РСР) — колишній український, згодом російський державний діяч, український колаборант з Росією, політик. Депутат Державної Думи РФ VII скликання, член комітету з контролю та регламенту з 5 жовтня 2016 року. Член Президії партії Єдина Росія, керівник міжрегіональної координаційної ради партії з Південного федерального округу.
Перший заступник голови тимчасової окупаційної влади Росії в Державній раді «Республіки Крим» (1 серпня 2014 — 5 жовтня 2016 року). Перший заступник Голови Верховної Ради Криму (2010–2011).
Журналіст, колишній головний редактор газети «Кримська правда» та син Михайла Бахарєва.

## Освіту
- 1992 — закінчив школу № 18 в Сімферополі
- 1994 — Сімферопольський державний університет ім. Фрунзе за спеціальністю «Російська мова і література».
- 2005 — Харківський регіональний інститут державного управління Національної академії державного управління при Президентові України за спеціальністю «Державне управління», одержав

## Життєпис
- З вересня 1994 року — заступник генерального директора акціонерного товариства закритого типу «Інвестиційний фонд „Кримська приватизація“».
- Вересень 1997 — травень 2006 року — заступник голови правління ТОВ "Редакція газети «Кримська правда».
- З травня 2006 року — голова правління ТОВ "Редакція газети «Кримська правда», головний редактор газети «Кримська правда».
- 16 листопада 2010 — 21 грудня 2011 — перший заступник Голови Верховної Ради Криму.
- 21 грудня 2011 — 21 березня 2014 — голова Постійної комісії Верховної Ради Криму з нормотворчої діяльності, організації роботи Верховної Ради та у зв'язках із громадськістю.
- 21 березня 2014 — 1 серпня 2014 — заступник голови Державної Ради Республіки Крим.
- 1 серпня 2014 — 18 вересня 2016 — перший заступник голови Державної Ради Республіки Крим.
- 7 квітня 2014 року став членом партії " Єдина Россия "[2].
- з 6 лютого 2016 року — член Генеральної ради партії «Єдина Росія».
- з 5 жовтня 2016 року депутат Державної Думи Федеральних Зборів Російської Федерації VII скликання.

## Нагороди
- Грамота Міністра оборони Російської Федерації (2007 рік)
- Орден Союзу журналістів Росії «За заслуги» (2008 рік)
- Орден Дружби (2014 рік)
- Орден «За вірність обов'язку»
- Орден «За вірність обов'язку» (Крим, 2015) — «за заслуги в період організації референдуму про державну приналежність Криму»[3]

## Сім'я
- Одружений, виховує двох синів.
- Дружина Нонна — грузинка за національністю, президент однієї з благодійних організацій.